# Lytrophila
Lytrophila é um gênero de mariposa pertencente à família Acrolophidae.